# 伊塔普阿波蒂
伊塔普阿波蒂（西班牙語：Itapúa Poty），是巴拉圭的城鎮，位於該國東南部，由伊塔普阿省負責管轄，始建於1996年8月6日，面積523平方公里，海拔高度275米，2002年人口14,642，人口密度每平方公里28人。
26°37′S 55°31′W / 26.617°S 55.517°W